# Huiliches
Huiliches is een departement in de Argentijnse provincie Neuquén. Het departement (Spaans:  departamento) heeft een oppervlakte van 4.012 km² en telt 12.700 inwoners.

## Plaatsen in departement Huiliches
- Auca - Pan
- Atreuco
- Chiquilihuin
- Junín de los Andes
- Malleo
- Puerto Tromen
- Tres Puentes
- Tropezón